# Halsey Street (Canarsie Line)
Halsey Street is een station van de metro van New York aan de Canarsie Line in het stadsdeel Brooklyn.